# Puchar Świata w Zapasach 2009 – styl wolny mężczyzn
Zawody Pucharu Świata w 2009 roku w stylu wolnym mężczyzn odbyły się pomiędzy 7-8 marca w Teheranie w Iranie.

## Ostateczna kolejność drużynowa
| Poz. | Państwo     |
| ---- | ----------- |
|      | Azerbejdżan |
|      | Iran        |
|      | Rosja       |
| 4.   | Kazachstan  |
| 5.   | Ukraina     |
| 6.   | Gruzja      |
| 7.   | Kuba        |
| 8.   | Uzbekistan  |

## Wyniki

### Grupa A
| Grupa A   |
| --------- |
| 1. Iran   |
| 2. Rosja  |
| 3. Gruzja |
| 4. Kuba   |

### Mecze
- Iran -  Rosja 4-3
- Iran -  Gruzja 7-0
- Iran -  Kuba 7-0
- Rosja -  Gruzja 5-2
- Rosja -  Kuba 6-1
- Gruzja -  Kuba 5-2

### Grupa B
| Grupa B        |
| -------------- |
| 1. Azerbejdżan |
| 2. Kazachstan  |
| 3. Ukraina     |
| 4. Uzbekistan  |

### Mecze
- Azerbejdżan -  Kazachstan -
- Azerbejdżan -  Ukraina 5-2
- Azerbejdżan -  Uzbekistan 6-1
- Ukraina -  Kazachstan 3-4
- Ukraina -  Uzbekistan 4-2
- Kazachstan -  Uzbekistan 4-3

### Finały
- 7-8  Kuba -  Uzbekistan 6-1
- 5-6  Ukraina -  Gruzja 5-2
- 3-4  Rosja -  Kazachstan 7-0
- 1-2  Azerbejdżan -  Iran 4-3

## Klasyfikacja indywidualna

### I-VIII
| Waga   |                            |                   |                     | 4               | 5                                        | 6                 | 7                       | 8                     |
| ------ | -------------------------- | ----------------- | ------------------- | --------------- | ---------------------------------------- | ----------------- | ----------------------- | --------------------- |
| 55 kg  | Jurij Ledieniew            | Abbas Dabbaghi    | Dżamał Otarsułtanow | Luis Ibáñez     | Magomied Magomiedow                      | Abił Ibragimow    | Ahad Jumaev             | Ceyhun Əliyev         |
| 60 kg  | Zelimchan Chusejnow        | Jewhen Czawiłow   | Biesik Kuduchow     | Malchaz Zarkua  | Masud Esma’ilpur                         | Bakhram Ermatov   | Alejandro Valdés        | Żasułan Muchtarbekuły |
| 66 kg  | Mahdi Taghawi              | Leonid Spiridonow | Jurij Siemakin      | Rasuł Dżukajew  | Ixtiyor Navruzov                         | Koba Kakaladze    | Franklin Marén Castillo | Cəbrayıl Həsənov      |
| 74 kg  | Czamsułwara Czamsułwarajew | Yunieski Blanco   | Dmytro Komisar      | Sadegh Gudarzi  | Dienis Cargusz                           | Sejfaddin Osmanow | Gocza Lomtatidze        | Abdułchakim Szapijew  |
| 84 kg  | Nauruz Tiemriezow          | Reza Jazdani      | Dmitrij Kiriłłow    | Umidjon Ismanov | Reineris Salas                           | Nikoloz Gagnidze  | Aznaur Adshiev          | Jermek Bajduaszow     |
| 96 kg  | Sa’id Ebrahimi             | Ałen Zasiejew     | Chietag Gaziumow    | Abduł Ammajew   | Belduchi Gawaszeliszwili Ilimdar Sajidow | ----              | Däulet Szabanbaj        | Michel Batista        |
| 120 kg | Wasyl Teśmynecki           | Ali Isajew        | Fardin Masumi       | Ałan Dzampajew  | Marid Mutalimow                          | Aleksi Modebadze  | Elier Romero Camacho    |                       |

### IX-XV
| Waga   | 9                  | 10                    | 11              | 12                    |
| ------ | ------------------ | --------------------- | --------------- | --------------------- |
| 55 kg  | Hasan Rahimi       | Giorgi Ediszeraszwili | Äset Serykbajew | Yerkebala Turgunbayev |
| 60 kg  | Achmied Czakajew   | Rollan Koksegenov     | ----            | ----                  |
| 66 kg  | Xaqan Süleymanov   | Mulid Łampieżew       | ----            | ----                  |
| 74 kg  | Artyom Prisyajnyuk | Morad Murtazaliev     | ----            | ----                  |
| 84 kg  | Eldar Mansyrow     | Anzor Uriszew         | ----            | ----                  |
| 96 kg  | Ibragim Saidow     | ----                  | ----            | ----                  |
| 120 kg | Anzor Bołtukajew   | Shukur Narziev        | ----            | ----                  |